# Археологія Вірменії
Археологія Вірменія - вивчення доісторичного суспільства за культурними залишками стародавнього населення сучасної Вірменії, від найдавнішого відомого перебування людини на Вірменському нагір’ї за нижнього палеоліту більше 1 мільйона років тому до залізної доби та виникнення історично відомої держави Урарту в 9 століття до Р.Х., кінець якої в VI сторіччі до Р.Х. означає початок Стародавньої Вірменії.

## Давньокам'яна доба
Вірменське нагір’я було заселене людськими групами від нижнього палеоліту до сучасних днів. Перші людські сліди підтверджуються наявністю ашельських знарядь, що, як правило, близьких до виходів обсидіану датуванням понад 1 мільйона років тому. Також були виявлені поселення середнього та підньої давньокам'яної доби, такі як печера Ховк 1 та тріалетійська середньокам'яна культура.
Найновіші та найважливіші розкопки - на місцевості кам'яної доби Нор-Гегі 1 у долині річки Раздан. Тисячі 325000-річних артефактів можуть свідчити, що цей етап технологічних інновацій людини відбувався з перервами по всьому Стародавньому Світі, а не поширювався з Африки, як вважалося раніше.

## Новокам'яна доба
Сайти Акнашен і Араташен в Араратській долині, як вважають, належать до новокам'яної доби Археологічні розкопки Местамор, розташовані на південний захід від вірменського села Таронік в Армавірському марзі, також свідчення про заселення за новокам'яної доби. 
Шулавері-шомуська культура в центральному Закавказзі є однією з найдавніших відомих доісторичних культур у цьому районі, що датується вуглецем приблизно 6000 - 4000 роками до Р.Х.. Шулавері-шомуська культура в цьому районі стала наступником Кура-аракської культури бронзової доби, датованої приблизно 3400 - 2000 роками до Р.Х..

## Бронзова доба

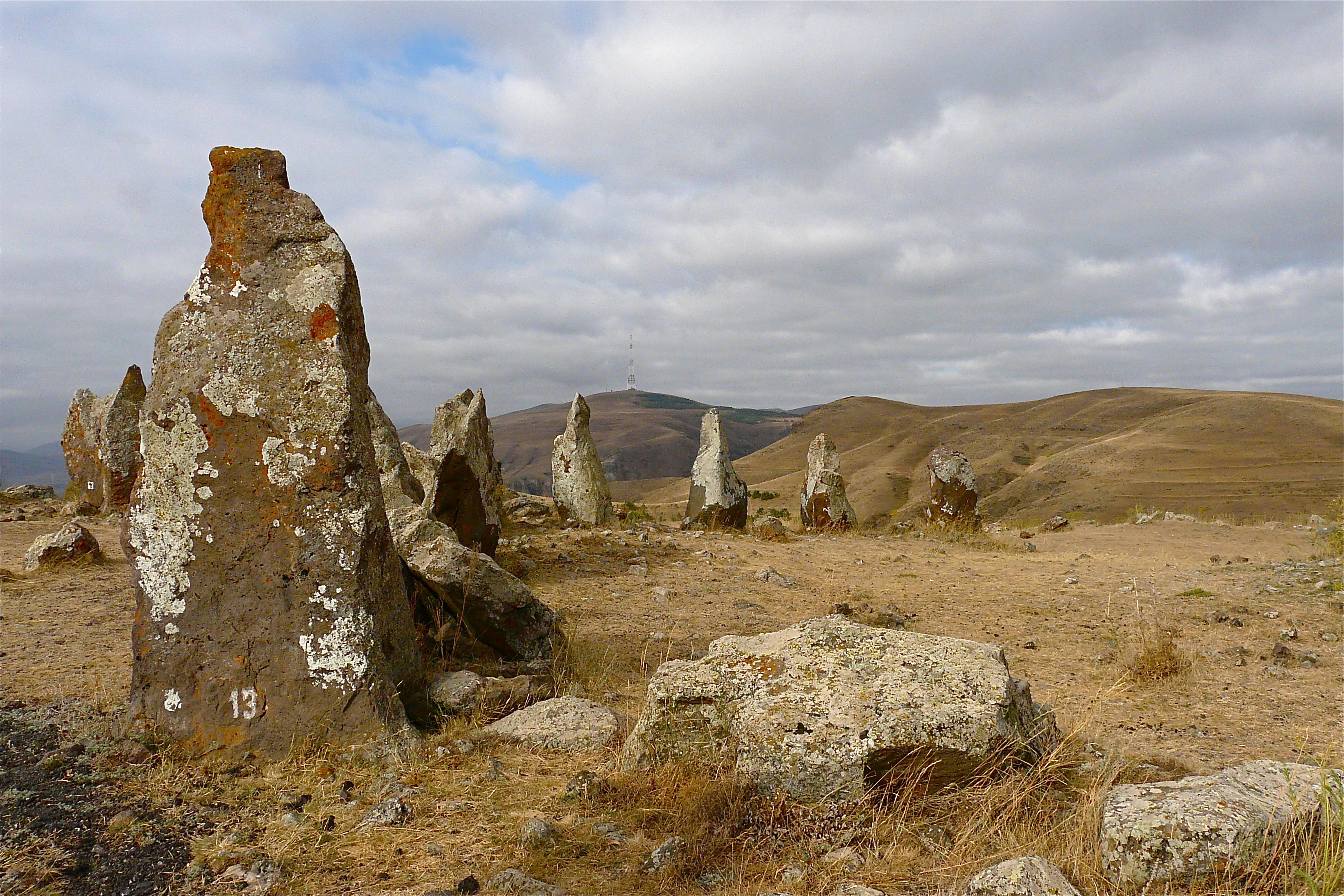
Могильник бронзової доби Зорац-Карер (також відомий як Карахундж).

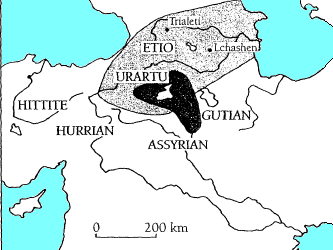
Територія вірменської мови, як видається, приблизно збігалася з хуррійською та близькоспорідненою урартською (з темним затіненням). Маловідома і, мабуть, споріднена неіндоєвропейська мова етіо розташована на півночі. Багато з цих мов займали частково попередню територію куро-аракської культури (легке затінення). Найближчими індоєвропейськомовними сусідами вірмен були гутії та хітії (включно з лувіями та палаями), жоден з яких не розмовляв мовами, тісно пов'язаними з вірменською. Ассирійська мова була неіндоєвропейською мовою. Поховання з колісницями виявлені в Тріалеті та Лчашені.

Культурою раннього бронзової доби Вірменії була куро-аракська культура, що датується 4000-2200 роками до Р.Х.. Найдавніші залишки цієї культуру виявлені на Араратській рівнині звідки вона поширилася до 3000 року до Р.Х. на Грузію (але так і не дійшла до Колхіди), просувалася на захід та на південний схід, в край нижнього сточища Урмії та озера Ван.
У 2200-1600 роках до Р.Х. тріалетійськ-ванадзорська культура квітла у Вірменії, на півдні Грузії та північному сході Туреччини. Існує припущення, що вона належала індоєвропейцям. Тоді інші, імовірно споріднені культури були поширені по всьому Вірменському нагір’ю, а саме в краї гори Арагац та Севанського озера.
Вчені початку 20 сторіччя припустили, що назва "Вірменія", ймовірно, була вперше зафіксована на написі, де згадується Армані (або Арманум) разом з містом Ібла, що відносилися до країни завойованої Нарам-Сіном (2300 рік до Р.Х.), і що тепер ототожнюються з акадською колонією в сучасній турецькій провінції Діярбакир; проте точні місця розташування і Армані, і Ібла нез'ясовані. Деякі сучасні дослідники розмістили Армані (Армі) у загальній зоні сучасного Самсата і припустили, що воно було населене, принаймні частково, носіями давньоіндоєвропейської мови. Сьогодні сучасні ассирійці (які традиційно розмовляють новоарамейською, а відтак не акадською мовою) називають вірмен стародавним ім'ям Армані. Єгипетський фараон Тутмос III у 33-му році свого правління (1446 рік до Р.Х.) згадував народ "Ерменен", коли стверджував, що в їх країні "небо спирається на його чотири стовпи". Вірменія, можливо, пов'язана з Маннаєю, що тотожня згаданому в Біблії краю Мінні. Проте визначено з упевненістю найрання згадка назви "Вірменія" походить з  Бехістунського напису (близько 500 року до Р.Х.).
Найранньою формою слова "Хаястан", ендоніма Вірменії, може бути князівство на Вірменському нагір'ї Хаяса-Аззі, яке засвідчене в хетських літописах за 1500-1200 роки до Р.Х..
У 1200-800 роках до Р.Х. більша частина Вірменії була об'єднана у конфедерацію племен, яку ассирійські джерела називали Наїрі, що з асирійської мови значить "Країна річок".
За пізньої бронзової доби й раннього залізної доби (1300-600 рр. до РХ.) археологічною культурою племен Закавказзя була центральнозакавказька культура, у якій простежуються джерела культури сучасних народів Південного Кавказу.

## Залізна доба
Головною метою раннього вторгнення Ассирії у Вірменію було отримання металів. Залізна доба усюди слідувалп за бронзовою. Її вплив помітний у Вірменії, а перехідний період добре визначено. В гробницях металеві знахідки відносяться до давнішої доби бронзи. На більшості досліджених кладовищ були виявлені як бронзові, так і залізні вироби, що свідчить про поступове просування до залізної доби.

## Дивитися також
- Вірменська гіпотеза
- Хаяса-Аззі
- Хайк
- Карахундж (Зорац-Карер)
- Гора Арарат
- Наїрі
- Археологія Азії
- Археологія Анатолії
- Археологія Грузії
- Археологія Азербайджану